# 葛原りょう
葛原 りょう（くずはら りょう、1978年 - ）は、日本の詩人、俳人。
歌人・俳人としては髙坂 明良（こうさか あきら）として活動している。

## 経歴

### 生い立ち
東京都三鷹市生まれ。1994年12月、短歌と詩を初めて書く。（16歳）
1998年7月、武者小路実篤提唱の共同体「新しき村」に入村し農業の傍ら詩作。詩が機関誌「新しき村」12月号に初めて掲載される。

### 詩人として
離村後はアルバイトをしながら詩、短歌、俳句を制作を続け、2001年9月11日、草壁焔太主宰「五行歌の会」で編集作業を学ぶ。同年12月29日からは詩の朗読も開始。「交錯する水域を求めて01」にて初の本格的な朗読ライヴを始める。
2005年、第一詩集『朝のワーク』出版。2006年春、立教大学での朗読ライヴで歌人福島泰樹に出逢う。以後師事する。
2007年、第2詩集『魂の場所』（コールサック社）刊行。同詩集がH氏賞・日本詩人クラブ新人賞にトップノミネートされる。
同8月6日、広島平和記念公園内で野外平和祈念朗読「声をともして」を開催。NHKラジオに2回出演
2008年、第二詩集『魂の場所』を出版、H氏賞、日本詩人クラブ新人賞にノミネートされる。詩集『朝のワーク』が07年度文芸社ＶＡ大賞詩部門最優秀賞を受賞。同詩集が文芸社ビジュアルアートから復刻出版される。同年、「東京ポエトリーフェスティバル2008」に海外の詩人と福島泰樹、白石かずこ、高橋睦郎、ねじめ正一、夏石番矢などの作家と朗読参加。
2009年、朗読バンド「ムジカマジカ」結成。2010年、大衆文藝「ムジカ」代表となる。4月、朗読絶唱ワンマンライヴ「ムジカマジカ」を吉祥寺曼荼羅で開催した（2015年時点で通算13回）。同年8月、季刊文藝『月光』創刊号に巻頭作品として掲載される。同年9月より、角川春樹主宰「荒地句会」に招かれる。
2012年9月「ムジカマジカ」でフランス・パリ遠征ワンマンライヴを敢行した。
そのほか朗読では月乃光司主催「こわれ者の祭典」、成宮アイコ・葛原りょう共同主催「カウンター達の57577」を開催。

### 総合文芸誌
2013年6月、葛原代表として「大衆文藝ムジカ」創刊準備号を発刊させ、翌2014年4月、「大衆文藝ムジカ」を創刊させる。
2010年秋には出版社「丘のうえ工房ムジカ」による総合文芸誌『ムジカ』を創刊。
彼が主宰するムジカについて日本共産党（左派）系の長周新聞は、商業主義に毒され、裕福な世代に独占される文芸を大衆の手に取り戻し、若手に活躍の場を与えるものとして評価している。

### 家系
童謡「とんび」「村祭り」「夕日」(ぎんぎんぎらぎら夕日がしずむ…）の童謡作者葛原しげるは曽祖父にあたる。葛原しげるの祖父は盲人箏曲家葛原勾当。勾当は「勾当日記」（広島県重要文化財）で漢文ではなく口語を採用、多くの和歌を収め、一弦箏（八雲箏）の開発者の一人でもある。太宰治著「盲人独笑」の主人公である。もう一人の祖父は大山文雄、陸軍法務中将・陸軍省法務局長である。

## 受賞
- 2004年 詩人会議年間投稿最優秀賞
- 2005年 第4回詩と創造奨励賞
- 2007年 詩人会議新人賞佳作
- 2008年 文芸社VA大賞詩部門最優秀賞（『朝のワーク』により）、白鳥省吾賞入賞
- 2014年 芝不器男俳句新人賞 対馬康子奨励賞（髙坂明良名義）
- 2015年 日本一行詩大賞新人賞（『風の挽歌』により）（髙坂明良名義）

## 著書
- 2005年 第1詩集「朝のワーク」書肆青樹社
- 2007年 第2詩集 「魂の場所」コールサック社
- 2008年 復刻版「朝のワーク」文芸社ビジュアルアート
- 2008年 原爆詩「一八一人集」コールサック社
- 2008年 原爆詩集「八月」合同出版編集部編
- 2014年 第1歌集「月光文庫2 風の挽歌」月光の会